# Folketingsvalget 1988
Folketingsvalget den 10. maj 1988 - det såkaldte atomvalg - var det 61. valg til Folketinget i Kongeriget Danmark. Valget blev udskrevet 19. april 1988 af statsminister Poul Schlüter kun godt otte måneder efter det seneste valg. Schlüter dannede igen regering.

## Baggrund og regeringsdannelse
Den direkte anledning til valget udskrivelse var at regeringen nogle dage forinden var kommet i mindretal i et udenrigspolitisk spørgsmål. Folketinget vedtog mod regeringens stemmer en dagsorden, der krævede at fremmede magters krigsskibe og ubåde, der anløb danske havne skulle gøres bekendt med den danske atomvåbenpolitik, der indebar at atomvåben ikke måtte findes på dansk område.
Forud var gået et kompliceret parlamentarisk forløb, der mundede ud i at statsminister Poul Schlüter fra Folketingets talerstol beskyldte Socialdemokratiets formand Svend Auken for at have brudt en aftale om at sikre at dagsordenen ikke blev vedtaget, mens Svend Auken på sin side beskyldte Schlüter for at lyve.
Valget kom til at forme sig som et opgør om den danske sikkerhedspolitik – især oppositionens såkaldte fodnotepolitik, der gang på gang havde bragt regeringen i mindretal i sikkerhedspolitiske og NATO-relaterede spørgsmål. Derfor omtales valget ofte som "atomvalget" eller "Nato-valget".
For venstrefløjen var valget en åbenlys lektie i faren for stemmespild ved at være delt i for mange fraktioner. I alt 4,9 % af stemmerne på 4 partier gik glip af repræsentation. Det er det største stemmespild i mands minde. Året efter blev etableret en fælles opstillingsliste for en række venstrefløjspartier; Enhedslisten.
Efter valget dannedes KVR-regeringen, hvor Schlüter – bl.a. for at bryde det sikkerhedspolitiske flertal uden om regeringen – droppede Centrum-Demokraterne og Kristeligt Folkeparti som regeringspartnere til fordel for Det Radikale Venstre.

## Valgresultatet
| Parti                            | Parti                            | Stemmer   | %      | Mandater | +/–     |
| -------------------------------- | -------------------------------- | --------- | ------ | -------- | ------- |
|                                  | Socialdemokratiet                | 992.682   | 29,82  | 55       | 1       |
|                                  | Det Konservative Folkeparti      | 642.048   | 19,29  | 35       | 3       |
|                                  | Socialistisk Folkeparti          | 433.261   | 13,01  | 24       | 3       |
|                                  | Venstre                          | 394.190   | 11,84  | 22       | 3       |
|                                  | Fremskridtspartiet               | 298.132   | 8,96   | 16       | 7       |
|                                  | Det Radikale Venstre             | 185.707   | 5,58   | 10       | 1       |
|                                  | Centrum-Demokraterne             | 155.464   | 4,67   | 9        | Uændret |
|                                  | Kristeligt Folkeparti            | 68.047    | 2,04   | 4        | Uændret |
|                                  | Fælles Kurs                      | 63.263    | 1,90   | 0        | 4       |
|                                  | De Grønne                        | 44.960    | 1,35   | 0        | Uændret |
|                                  | Danmarks Kommunistiske Parti     | 27.439    | 0,82   | 0        | Uændret |
|                                  | Venstresocialisterne             | 20.303    | 0,61   | 0        | Uændret |
|                                  | Udenfor partierne                | 3.633     | 0,11   | 0        | Uændret |
| I alt                            | I alt                            | 3.329.129 | 100,00 | 175      | 0       |
|                                  |                                  |           |        |          |         |
| Gyldige stemmer                  | Gyldige stemmer                  | 3.329.129 | 99,30  |          |         |
| Ugyldige/blanke stemmer          | Ugyldige/blanke stemmer          | 23.522    | 0,70   |          |         |
| Stemmer i alt                    | Stemmer i alt                    | 3.352.651 | 100,00 |          |         |
| Stemmeberettigede/valgdeltagelse | Stemmeberettigede/valgdeltagelse | 3.911.897 | 85,70  |          |         |
| Kilde:                           |                                  |           |        |          |         |

| Stemmefordeling              | Stemmefordeling              | Stemmefordeling | Stemmefordeling | Stemmefordeling |
| ---------------------------- | ---------------------------- | --------------- | --------------- | --------------- |
|                              |                              |                 |                 |                 |
| Socialdemokratiet            | Socialdemokratiet            |                 | 29.8%           | 29.8%           |
| Det Konservative Folkeparti  | Det Konservative Folkeparti  |                 | 19.3%           | 19.3%           |
| Socialistisk Folkeparti      | Socialistisk Folkeparti      |                 | 13.0%           | 13.0%           |
| Venstre                      | Venstre                      |                 | 11.8%           | 11.8%           |
| Fremskridtspartiet           | Fremskridtspartiet           |                 | 9.0%            | 9.0%            |
| Det Radikale Venstre         | Det Radikale Venstre         |                 | 5.6%            | 5.6%            |
| Centrum-Demokraterne         | Centrum-Demokraterne         |                 | 4.7%            | 4.7%            |
| Kristeligt Folkeparti        | Kristeligt Folkeparti        |                 | 2.0%            | 2.0%            |
| Fælles Kurs                  | Fælles Kurs                  |                 | 1.9%            | 1.9%            |
| De Grønne                    | De Grønne                    |                 | 1.4%            | 1.4%            |
| Danmarks Kommunistiske Parti | Danmarks Kommunistiske Parti |                 | 0.8%            | 0.8%            |
| Venstresocialisterne         | Venstresocialisterne         |                 | 0.6%            | 0.6%            |